# Taourirt Ighil
Taourirt Ighil (în arabă تاوريرت اغيل) este o comună din provincia Béjaïa, Algeria.
Populația comunei este de 6.653 de locuitori (2008).